# Sportski-turistički kompleks Đurđevo brdo
Das Sportski-turistički kompleks Đurđevo brdo (serbisch-kyrillisch Спортски-туристички комплекс Ђурђево брдо; serbisch für „Sport- und Tourismuskomplex Đurđevo brdo“ bzw. „Đurđevs-Hügel“) ist ein großes Sport- und Erholungsgebiet in der serbischen Stadt Jagodina, welches sich im äußersten Süden der Stadt befindet und vor allem Trainings- und Wettkampfstätten für zahlreiche Sportarten anbietet sowie zahlreiche touristische Aktivitäten und Attraktionen. Zum gesamten Komplex gehören unter anderem das Gradski stadion Jagodina, ein moderner Aquapark und die Multifunktionshalle Sportska dvorana JASSA, sowie ein Tenniskomplex und eine Kartbahn. Des Weiteren befinden sich dort der Zoo Park Jagodina, das Wachsfigurenkabinett Jagodina, ein Naturpark und ein Hotel.